# 체인드 (2012년 영화)
체인드(Chained)는 2012년 공개된 캐나다의 스릴러 영화이다.
이 영화는 판타지아 국제 영화제에서 초연되었고, 미국에서는 앵커 베이 엔터테인먼트를 통해 비디오 영화로 출시되었다. 내용과 결말에 대한 논란이 있는 양극화된 반응을 받았지만, 연기는 좋은 평가를 받았다.

## 줄거리
영화는 어린 시절 학대받은 경험으로 연쇄 살인마가 된 밥과 그에게 납치되어 '래빗'이라는 이름으로 불리는 소년의 이야기다. 밥은 래빗을 자신의 후계자로 만들려고 한다. 
영화 초반, 밥은 택시 운전 중 한 모녀를 납치하고 어머니를 살해한 후 아들을 감금한다. 래빗은 9년 동안 밥의 집에서 잡일을 하고, 밥이 살해한 여성들의 시체를 묻거나 그와 관련된 신문 스크랩을 만든다. 밥은 래빗을 학대하면서도 아버지처럼 대하려 하고, 외부와 단절시켜 그 누구도 래빗에게 관심을 주지 않는다고 세뇌시킨다. 또한 래빗에게 인체 해부학을 가르치면서 그를 살인마로 키우려 한다.
밥은 래빗에게 살인 대상자를 선택하게 하고, 래빗은 처음에는 거부하지만 결국 앤지라는 소녀를 선택한다. 밥은 래빗에게 앤지를 죽이라고 강요하고, 래빗은 갈등하다가 결국 앤지를 찌른다. 그러나 래빗은 밥을 속여 앤지를 죽이지 않았고, 밥에게서 탈출하고 앤지를 구하려고 한다. 밥이 앤지를 죽이려는 순간, 래빗이 밥을 공격하고 격투 끝에 그를 죽인다.
래빗은 자신의 친부를 찾아가 아버지와 어머니의 납치가 계획된 것이었음을 알게 된다. 사실 밥은 래빗의 친부의 동생이자 그의 삼촌이었다. 래빗의 아버지는 자신의 아내와 아들을 없애기 위해 밥에게 납치를 사주했던 것이다. 래빗은 분노하여 친부를 살해한다. 
영화의 마지막 장면에서 래빗은 앤지와 함께 밥의 집으로 돌아온다. 영화는 래빗이 집 안으로 들어가는 소리, 냉장고를 여는 소리, 종이를 자르는 소리 등으로 끝을 맺는데, 이는 그가 살인마의 집에서 벗어나 새로운 삶을 시작하는지, 아니면 밥의 뒤를 이어 살인마가 될 것인지에 대한 모호한 질문을 남긴다.

## 출연

### 주연
- 빈센트 도노프리오
- 이몬 파렌
- 에반 버드

### 조연
- 줄리아 오몬드
- 코너 레슬리
- 지나 필립스
- 제이크 웨버
- 에이미 마티시오
- 섀넌 자딘

## 기타
- 프로듀서: 론다 베이커
- 프로듀서: 데이빗 부엘로
- 미술: 사라 맥쿠든
- 세트: 사라 맥쿠든
- 의상: 브렌다 쉔허
- 배역: 샤논 맥하니언